# St.パイナップル・ムーン
『St.パイナップル・ムーン』（セント - ）は、おおや和美による日本の漫画作品。
『別冊少女コミック』（小学館）にて、1992年9月号から本編18話・番外編1話が連載されていた。

## あらすじ
イギリスのミッション系の女子校に通っていた少女・真昼（まひる）。夏休みを迎え、ロンドン郊外の自宅へ帰ると、両親が荷造りをしていた。1年くらい旅行に行く、という両親の勝手な都合で、真昼は一人で日本へ帰ることになってしまう。
父親が昔世話になったという十六夜（いざよい）さんのお屋敷“ムーン・ライト・ハウス”に住むことになった真昼。緑に囲まれた白亜の洋館を想像していた真昼が目の当たりにしたのはしかし、男子専門の下宿所・月光館だった。5人の美少年たちが住まう月光館で、不本意ながら真昼はお手伝いさんにされてしまう。肝心の十六夜さんは姿を見せず、住人たちはそれぞれ何らかの過去や事情を抱えているようで……。見え隠れする十六夜さんの存在、謎に満ち溢れる月光館を、真昼は調べ始める。

## 登場人物
円 真昼（まどか まひる）
イギリスのミッション系女子校に通っていた。奔放な両親のせいで、一人日本へ戻ることになる。愛読書は「赤毛のアン」で夢見がちなところがある。シスターと女子ばかりに囲まれていたため男子に慣れていない。
十六夜（いざよい）
月光館の家主。真昼の父親が昔世話になったらしい。真昼の想像では、「愛に飢えた1人の寂しい老人」。
星影 冴子（ほしかげ さえこ）
月光館の家事全般を取り仕切る年齢不詳の女性。
春日 英雄（かすが えいゆう）
高校1年生。毎朝ジョギングをしている体育会系。中学時代はバスケ部のホープだったが、ある原因で現在は遠ざかっている。無愛想で、生徒からは近寄りがたい存在に思われている。
夏目 勇気（なつめ ゆうき）
中学2年生。成績優秀・スポーツ万能で、中等部の次期生徒会長と目されている。高等部の女子からも人気がある。
秋元 亘（あきもと わたる）
高校1年生。朝シャンを欠かさないおしゃれ好き。好きと言われたら断れない性格。
天野 月彦（あまの つきひこ）
18歳だが事情により高校2年生。ウェーブがかった長い髪の持ち主。月の研究をしている。
冬間 総一郎（とうま そういちろう）
高校1年生。風邪で寝込んでも本を読もうとするほどの読書好き。メガネをかけており、誰も素顔を知らないが、唯一素顔を見たステラは思わず見とれ、恋に落ちた。
ポチリアーノ
月光館で飼われている雑種犬。
暮林（くればやし）
十六夜の秘書。十六夜からの伝言を伝えに来る役。よぼよぼの老人。
ステラ
イギリスの女子校時代の真昼の親友。